# Batalha de Coatepeque
A Batalha de Coatepeque foi um conflito bélico que ocorreu entre a Guatemala e El Salvador em 1863. Teve inicio quando o caudilho  guatemalteco Rafael Carrera decidiu invadir o território de El Salvador e depor o governante salvadorenho Gerardo Barrios. Os invasores guatemaltecos acabariam derrotados.